# Charlene Holt
Charlene Holt, pseudonimo di Verna Charlene Stavely (Snyder, 28 aprile 1928 – Contea di Williamson, 5 aprile 1996), è stata un'attrice statunitense.

## Biografia
Figlia di Malcolm C. Stavely e Verna Chandler, Charlene Holt conseguì il diploma a Hagerman (Nuovo Messico) e frequentò l'università ad Abilene, nel natio Texas. Bruna e di statuaria bellezza, la Holt iniziò la carriera come modella a Houston e, nel 1956, fu eletta Miss Maryland, partecipando nello stesso anno al concorso per Miss America, in cui arrivò semifinalista. L'anno successivo fu una delle nove modelle inviate in Brasile dall'agenzia newyorkese Ford Models, fondata da Eileen Ford.
La carriera artistica della Holt prese il via nel 1958, anno in cui iniziò ad apparire in spot pubblicitari televisivi, tra gli altri quale testimonial della Revlon. Il passaggio al cinema avvenne nel 1962, grazie all'apparizione nella commedia Una sposa per due con Sandra Dee e Bobby Darin, nella quale interpretò il ruolo di Lisa, una modella. Nello stesso anno fece un'altra apparizione, questa volta non accreditata, nel dramma I giorni del vino e delle rose, e debuttò sul piccolo schermo, recitando in alcuni episodi di serie televisive di successo, come L'ora di Hitchcock (1963), La legge di Burke (1963-1964) e Perry Mason (1964),  nell'episodio The Case of the Grinning Gorilla, nel quale interpretò il ruolo di Helen Cadmus.
Dopo che Howard Hawks la notò sulla rivista Life, la Holt si vide affidare dal grande regista il ruolo di Tex Connors nella commedia Lo sport preferito dall'uomo (1964), con Rock Hudson, quindi quello di Lindy Bonaparte, proprietaria del club che fa da punto di ritrovo per piloti automobilistici nel film Linea rossa 7000 (1965), mentre l'anno successivo fu diretta ancora da Hawks nel western El Dorado (1966), nel ruolo di Maudie, la ragazza di John Wayne, figura femminile forte e indipendente, dallo spiccato senso dell'umorismo e a suo agio nell'universo maschile formato dagli altri protagonisti del film, Wayne, Robert Mitchum, James Caan ed Arthur Hunnicutt.
El Dorado rappresentò l'apice della breve carriera della Holt, che nella seconda metà degli anni sessanta apparve ancora in due episodi della serie televisiva Operazione ladro (1968), e sul grande schermo nel film giallo Il falso testimone (1970). Nel decennio seguente le sue interpretazioni furono sempre più sporadiche, fino all'ultima apparizione, nel ruolo di Mrs. Worth, nel film commedia Una volta ho incontrato un miliardario (1980) di Jonathan Demme.

## Vita privata
Charlene Holt si sposò a Los Angeles il 7 ottobre 1966 con il milionario William A. Tishman, dal quale divorziò sei anni dopo, nel 1972.
L'attrice, lontana ormai da anni dalle scene, morì il 5 aprile 1996 nella contea di Williamson (Tennessee), all'età di 67 anni.

## Filmografia

### Cinema
- Una sposa per due (If a Man Answers), regia di Henry Levin (1962)
- I giorni del vino e delle rose (Days of Wine and Roses), regia di Blake Edwards (1962) – non accreditata
- L'isola dell'amore (Island of Love), regia di Morton DaCosta (1963)
- Lo sport preferito dall'uomo (Man's Favorite Sport?), regia di Howard Hawks (1964)
- Linea rossa 7000 (Red Line 7000), regia di Howard Hawks (1965)
- El Dorado, regia di Howard Hawks (1966)
- Il falso testimone (Zig Zag), regia di Richard A. Colla (1970)
- Wonder Man, regia di Vincent McEveety (1974)
- Una volta ho incontrato un miliardario (Melvin and Howard), regia di Jonathan Demme (1980)

### Televisione
- Corruptors (Target: The Corruptors) – serie TV, episodio 1x29 (1962)
- Hawaiian Eye – serie TV, episodio 4x04 (1962)
- Saints and Sinners – serie TV, 1 episodio (1962)
- L'ora di Hitchcock (The Alfred Hitchcock Hour) – serie TV, 1 episodio (1963)
- Sotto accusa (Arrest and Trial) – serie TV, episodio 1x22 (1964)
- La legge di Burke (Burke's Law) – serie TV, 2 episodi (1963-1964)
- Perry Mason – serie TV, 1 episodio (1965)
- Honey West – serie TV, episodio 1x11 (1965)
- Un eroe da quattro soldi (The Hero) – serie TV, episodio 1x09 (1966)
- Operazione ladro (It Takes a Thief) – serie TV, 2 episodi (1968)
- Barnaby Jones – serie TV, 1 episodio (1974)
- Sulle strade della California (Police Story) – serie TV, 1 episodio (1975)

## Doppiatrici italiane
- Rita Savagnone in El Dorado